# لاميون أبيض
القراص الكاذب، الحرف الأبيض أو لاميون أبيض أو انجره بيضاء أو القريص الأبيض (الاسم العلمي: Lamium album) هو نوع من النباتات يتبع جنس اللاميون من الفصيلة الشفوية.

## الموئل والانتشار
موطنه العراق وإيران وتركيا ومعظم مناطق أوروبا.